# Cacolo
Cacolo è una municipalità dell'Angola appartenente alla provincia di Lunda Sud. Ha 76.089 abitanti (stima del 2006).
Il capoluogo è Cacolo.